# Баньядос, Патрисио
Федерико Патрисио Баньядос Монтальва (исп. Federico Patricio Bañados Montalva), больше известен как Патрисио Баньядос (исп. Patricio Bañados, 6 июля 1935 года, Сантьяго, Чили — 7 мая 2023 года, там же) — чилийский журналист, телеведущий и диктор, первый ведущий чилийского телевидения.

## Биография
Патрисио Баньядос родился 6 июля 1935 года в семье чилийского политика Гильермо Баньядоса и его второй жены Мерседес Монтальва. По материнской линии приходится двоюродным братом экс-президенту Чили Эдуардо Фрею. Получил начальное и среднее образование в Колледже Святого Георга в Сантьяго, после чего поступил в Чилийский университет, который закончил в 1954 году, получив диплом журналиста.
В 1954 году получил работу на Radio Chilena, где непродолжительное время вёл программу «Школьный час» и, после изучения права, в 1957 году перешёл на радиостанцию «Кооператива», на которой вёл передачу «Обзор миллионеров», также работал на принадлежащем Христианско-демократической партии «Радио Бальмаседа». В 1960 году переехал в США, где работал на испаноязычных радиостанциях Майями, но в следующем году вернулся в Чили и стал спортивным комментатором «Кооперативы».
После появления в 1957 году в Чили телевидения, Патрисио Баньядос стал ведущим первых вышедших в эфир информационных программ: «Первый план» (1961) и Chile TV (1962), которые транслировались на 9-м канале Чилийского университета. 21 мая 1962 года вёл первый в истории Чили государственный отчёт Президента, которым тогда был Хорхе Алессандри, в дальнейшем был диктором трансляций всех президентских отчётов с 1991 по 2005 год, также вёл прямую трансляцию Чемпионата мира.
В 1963 году был приглашён на работу в Нидерланды, где работал на Международном радио, а в последующим — на многих европейских вещателях: BBC (1966), Информационное агентство США в Вашингтоне (1968), Международное радио Швейцарии (1972) и TVE (1974). За это время возвращался в Чили только дважды — в 1965 году (провёл последние 2 выпуска программы «Это Чили» на 13 канале) и 1967 году (открыл «Шоу Филлипса» на 9 канале).
Особенную известность Баньядос получил в годы военной диктатуры генерала Пиночета. Вернувшись в Чили уже после военного переворота, он был допущен хунтой к эфиру и вёл на Национальном телевидении ряд программ (конкурс «Эконометромет», передачу «60 минут» (в 1977—1978 годах), чилийский эфир «Евровидения» 1975 года, в итоге сорванный из-за объявленного социал-демократическим правительством Швеции бойкота пиночетовскому режиму). Перешёл на канал Teleonce, где вёл пользовавшиеся высокими рейтингами передачи «Новости с Патрисио Баньядосом» и «В эфире» (1979—1983).
В 1983 году Баньядос в прямом эфире отказался зачитывать клеветнический текст, направленный против экс-президента страны Эдуардо Фрея (перешедшего в оппозицию к диктатуре) и левых партий, сказав вместо этого: «Этого я читать не буду, потому что это — неправда». После этого он был уволен с телевидения, а его передачи — закрыты хунтой. Подвергся репрессиям, присоединился к оппозиции против Пиночета. Принял активное участие в кампании «НЕТ» перед референдумом 1988 года о продлении полномочий диктатора, вёл её 15-ти минутные телевизионные выпуски, разрешённые диктатурой под международным давлением, также участвовал в предвыборной кампании Патрисио Эйлвина на первых после восстановления демократии президентских выборах.
С августа 1990 года по 2005 год вновь вёл ряд передач на Национальном телевидении: «Таблоид» (1990), «Сегодня в Таблоиде» (1991-1992), «Эль мирадор» (1991-2003) и OVNI (1999-2000). В конце 2005 года уволился с TVN и ушёл из журналистики. В интервью высказывал разочарование в «Коалиции партий за демократию» и постпиночетовской политической системе Чили, критикуя их с левых позиций.
С января 1986 года и до конца жизни работал диктором музыкального «Радио Бетховен», являясь одним из наиболее популярных радиоведущих Чили.
В 2012 году исполнил роль самого себя в фильме Пабло Ларрайна «Нет», посвящённому референдуму 1988 года.
Покончил жизнь самоубийством 7 мая 2023 года, застрелившись из пистолета Walther.